# Хмарук, Пётр Андреевич

Пётр Хмарук

Пётр Андреевич Хмарук (укр. Петро́ Андрі́йович Хмару́к; 3 января 1943, Киев — 28 ноября 2008, Киев) — украинский политический и общественный деятель. Публицист.
Один из организатор послевоенного оуновского подпольного движения в УССР. С 1959 года участвовал в политической деятельности, с конца 1960-х годов — один из руководителей антисоветского националистического подполья на Киевщине.
В СССР восемь раз привлекался к уголовной ответственности и подвергался лишению свободы, провёл в заключении 28 лет.
Инициатор многочисленных забастовок заключённых в советских концлагерях.
Член руководства и один из основателей вместе с Юрием Шухевичем украинской политической партии праворадикального толка, придерживающейся идеологии «интегрального национализма» и, по мнению некоторых авторов, антисемитизма — УНА-УНСО.
Правоохранительными органами считался криминальным авторитетом.
Умер от рака. Похоронен на киевском Лесном кладбище.